# Кашулин
Кашу́лин — хутор во Фроловском районе Волгоградской области России. Входит в  Пригородное сельское поселение

## География
Хутор расположен в 38 км севернее посёлка Пригородный на реке Лычак.

## Инфраструктура
К хутору подведено электричество, дороги грунтовые.

## История
До 1918 года хутор входил в Раздорский юрт Усть-Медведицкого округа Области Войска Донского.